# 124P/Mrkos
La comète Mrkos, officiellement 124P/Mrkos, est une comète périodique du système solaire, découverte le 16 mars 1991 par Antonín Mrkos à l'observatoire Kleť.